# Banco Popular de China
El Banco Popular de China (BPC o, en inglés, PBOC) (en chino tradicional, 中國人民銀行; en chino simplificado, 中国人民银行; pinyin, Zhōngguó Rénmín Yínháng) es el banco central de la República Popular China con el poder de controlar la política monetaria y regular las instituciones financieras en China continental. El Banco Popular de China tiene activos financieros por US$ 2,1316 billones, que es más que cualquier otra institución de finanzas públicas en la historia del mundo.
Como el emisor del yuan chino, el Banco Central de la República Popular de China tiene su sede en Pekín, fue fundado el 1 de diciembre de 1948 y su gobernador actual es Yi Gang.

## Tasas de interés
Las tasas de interés fijado por el banco siempre son divisibles por nueve, en lugar de 25 como en el resto del mundo.